# ديفيد مارشال (عالم محيطات)
ديفيد مارشال (بالإنجليزية: David Marshall)‏ هو عالم محيطات بريطاني، ولد في 13 يوليو 1968 في لندن في المملكة المتحدة.